# Soul Therapy
Soul Therapy – minialbum niemieckiego zespołu punkrockowego Die Toten Hosen, wydany w 1998 roku. 

## Lista utworów
1. „Pushed Again” (Breitkopf/Frege) − 3:49
2. „Hopeless Happy Song” (Bretikopf, Frege/Frege, Smith) - 2:55
3. „Bonnie & Clyde” (Breitkopf/Frege, Smith) - 3:33 (wersja anglojęzyczna)
4. „Big Bad Wolf” (v. Holst/Frege, Smith) - 3:53 (wersja anglojęzyczna „Böser Wolf”)
5. „Soul Therapy” (Breitkopf/Frege, Smith) - 5:13 (wersja anglojęzyczna „Seelentherapie”)
6. „No Escape” (v. Holst/Frege, Smith) - 3:33

## Wykonawcy
- Campino – wokal
- Andreas von Holst – gitara
- Michael Breitkopf – gitara
- Andreas Meurer – gitara basowa
- Wolfgang Rohde – perkusja
- Vom Ritchie – perkusja